# Мехрангарх

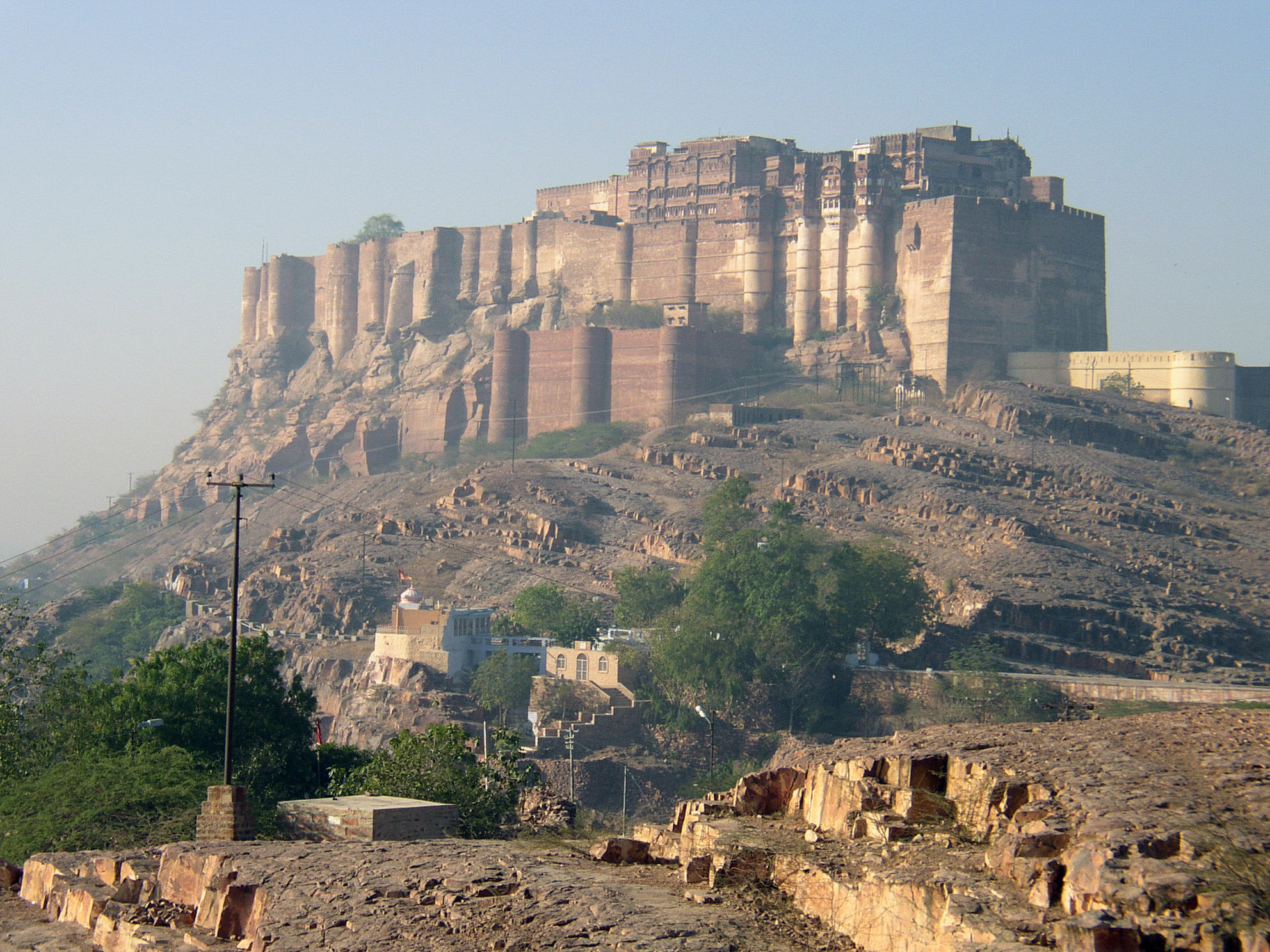
Крепость Мехрангарх

Мехрангарх (англ. Meherangarh) — крепостное сооружение в северо-западной части индийского штата Раджастхан. Крепость расположена на высоких скалах Марвара, возвышаясь над городом Джодхпур, с которым соединена дорогой длиной 5 км.
В 1459 году город Джодхпур был заложен раджой Рао Джодха, тогда же начали строить крепость. Некоторые части крепости относятся к периоду правления махараджи Джасвант Сингха (1638—1678). До 1943 года в Мехрангархе жили представители правящего раджпутского семейства.
Плато, на котором расположена крепость, состоит из трёх участков: дворец в северо-западной части, большая терраса восточнее дворца и хорошо укреплённая часть на юге.

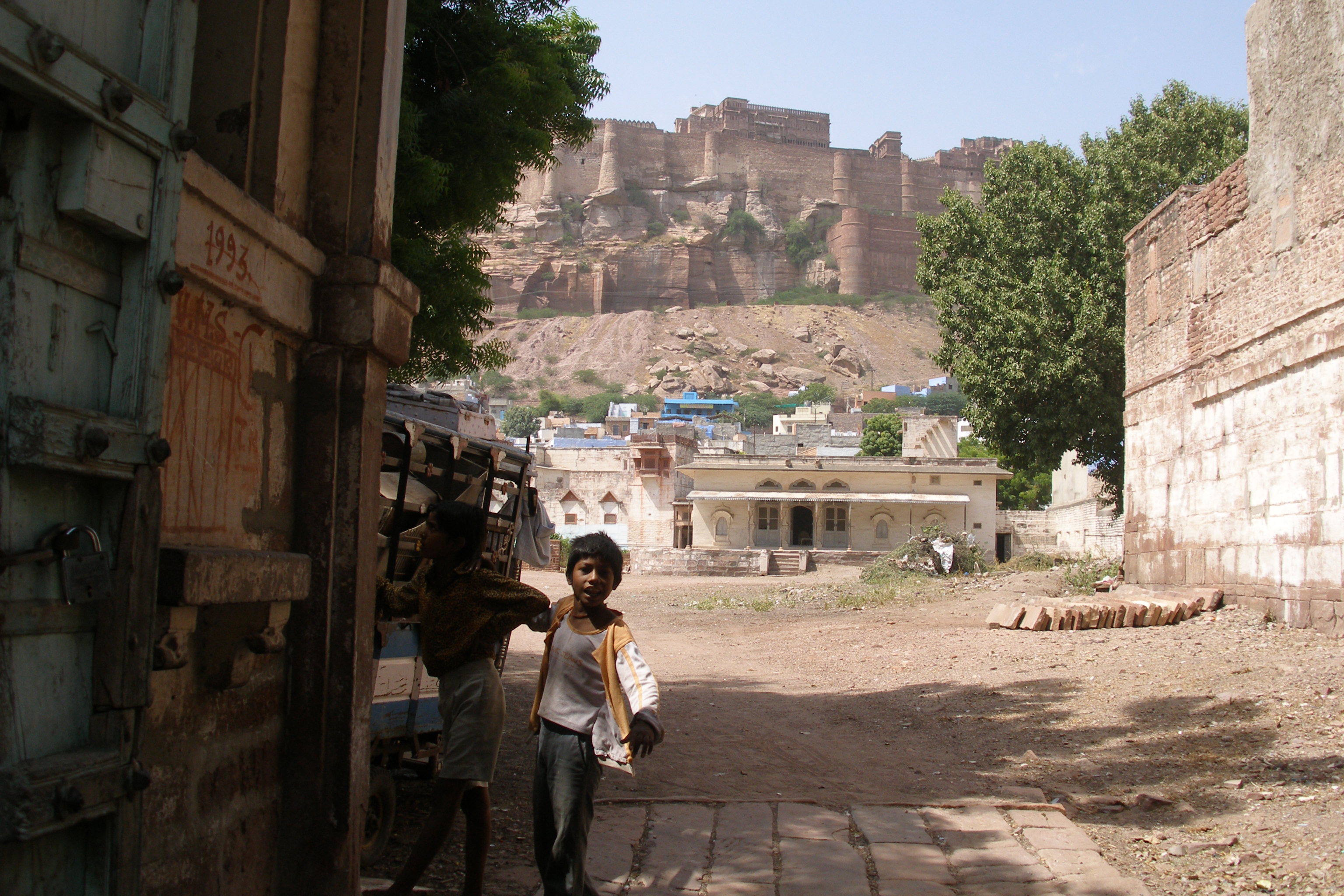
Вид на форт из старой части города
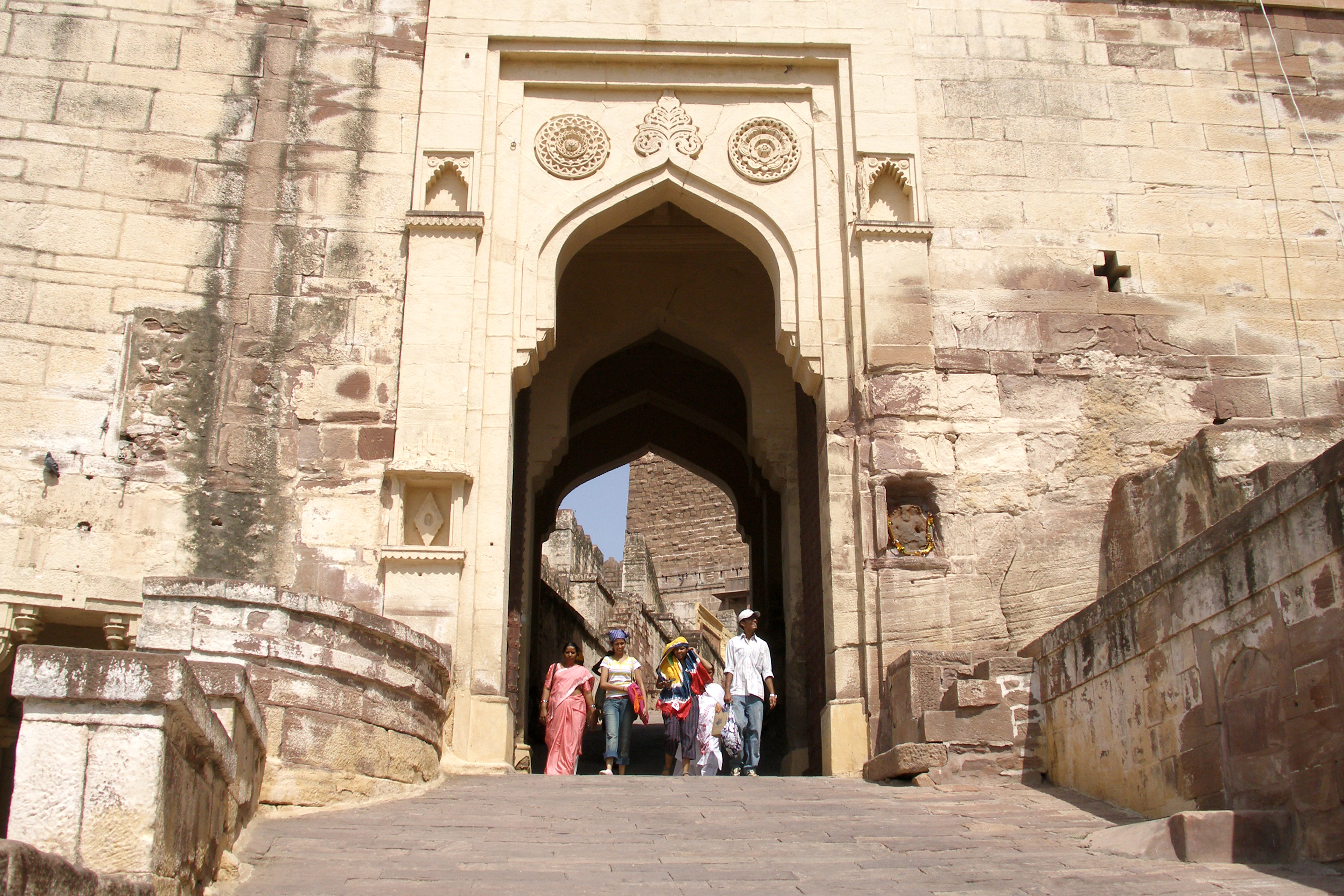
Одна из семи арок-входов
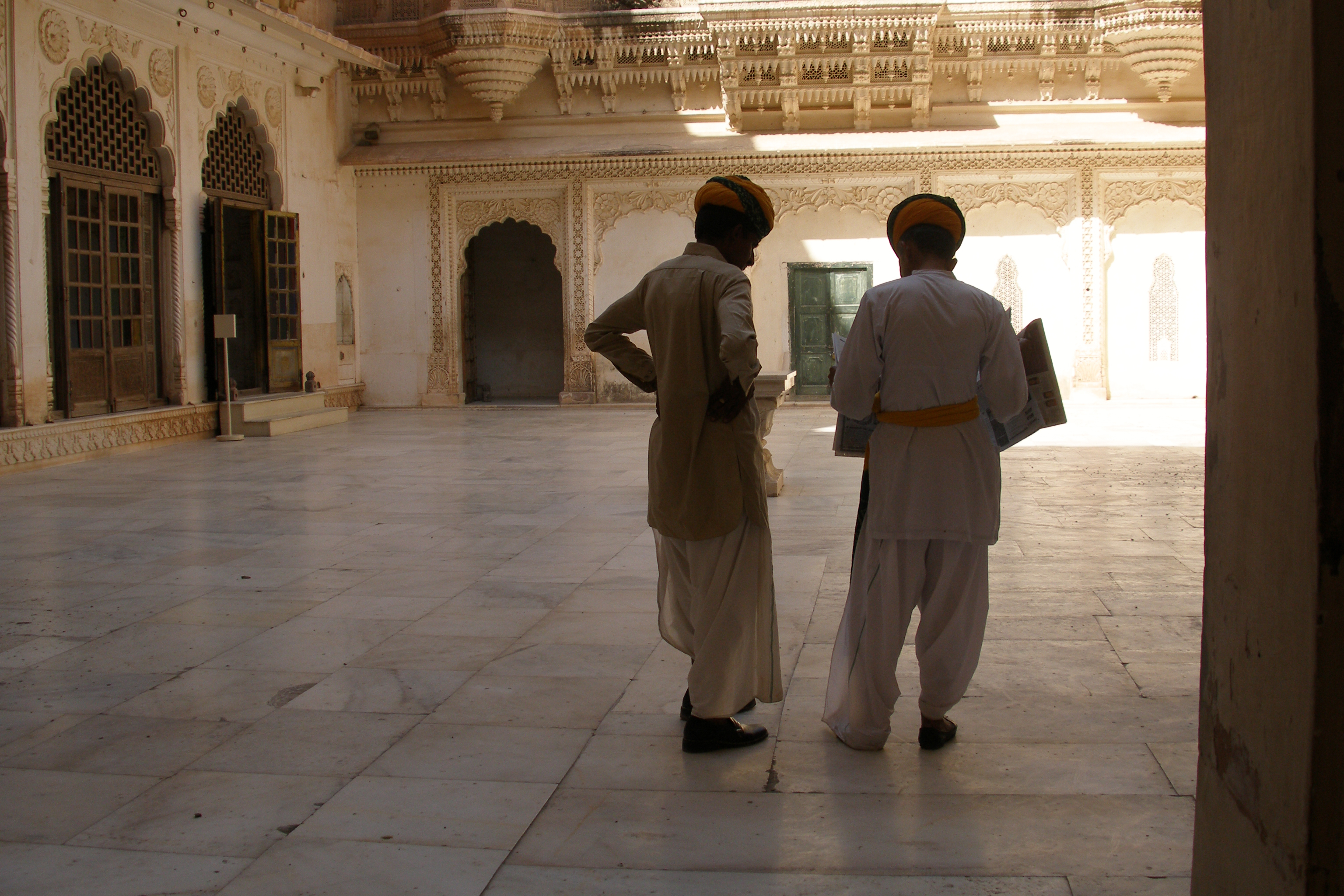
Интерьер внутреннего дворца
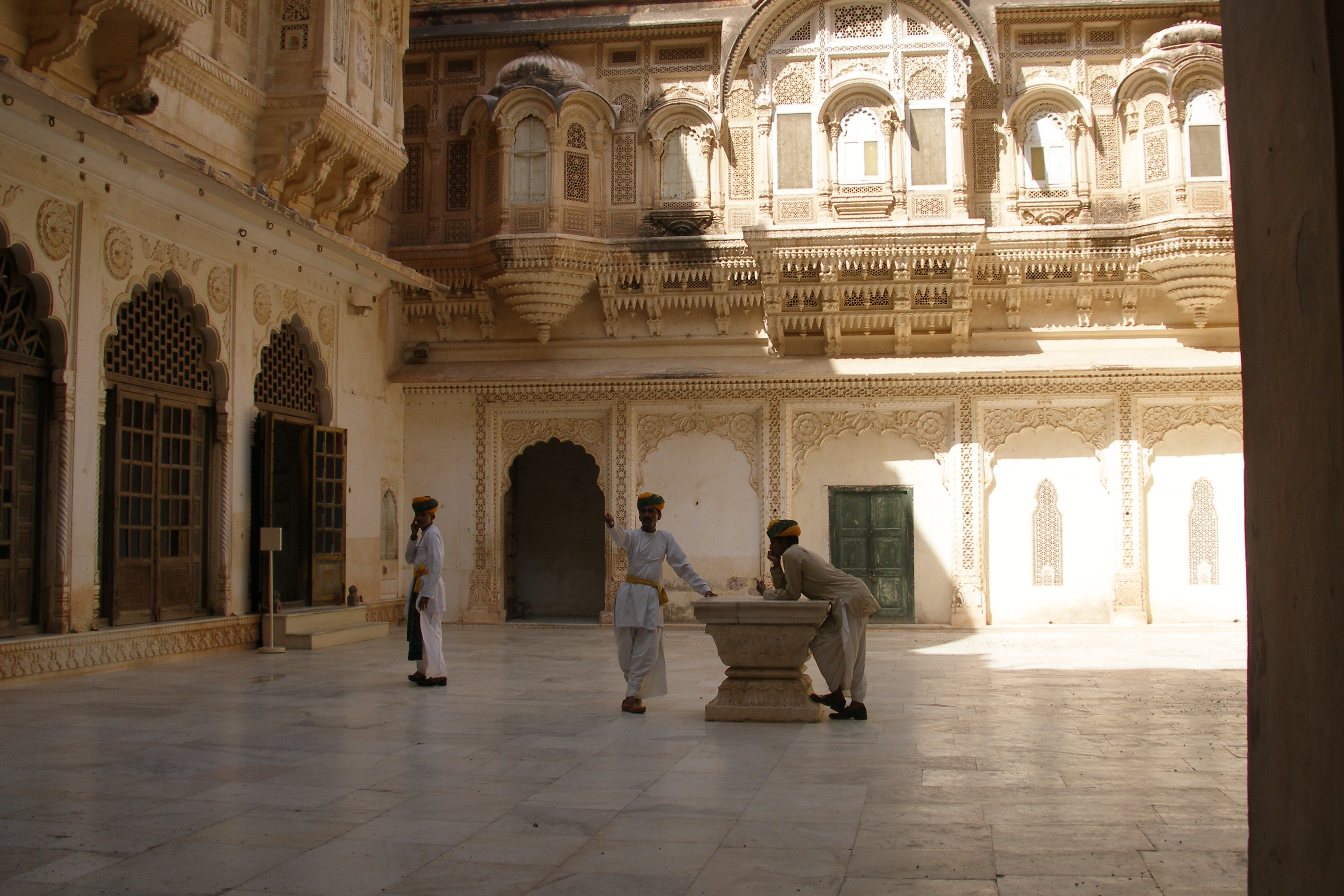
Интерьеры и орнаменты
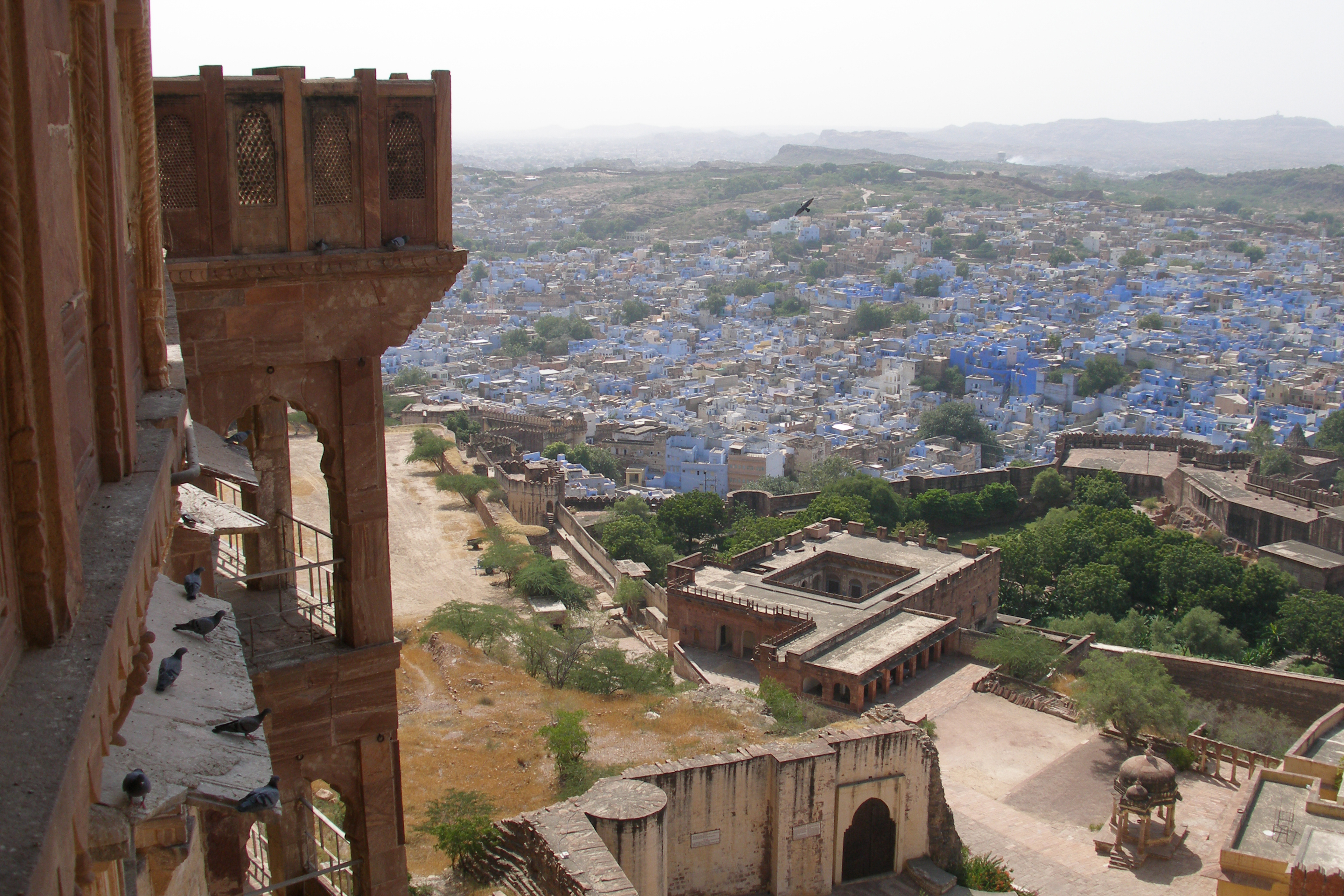
Стены и вид на город
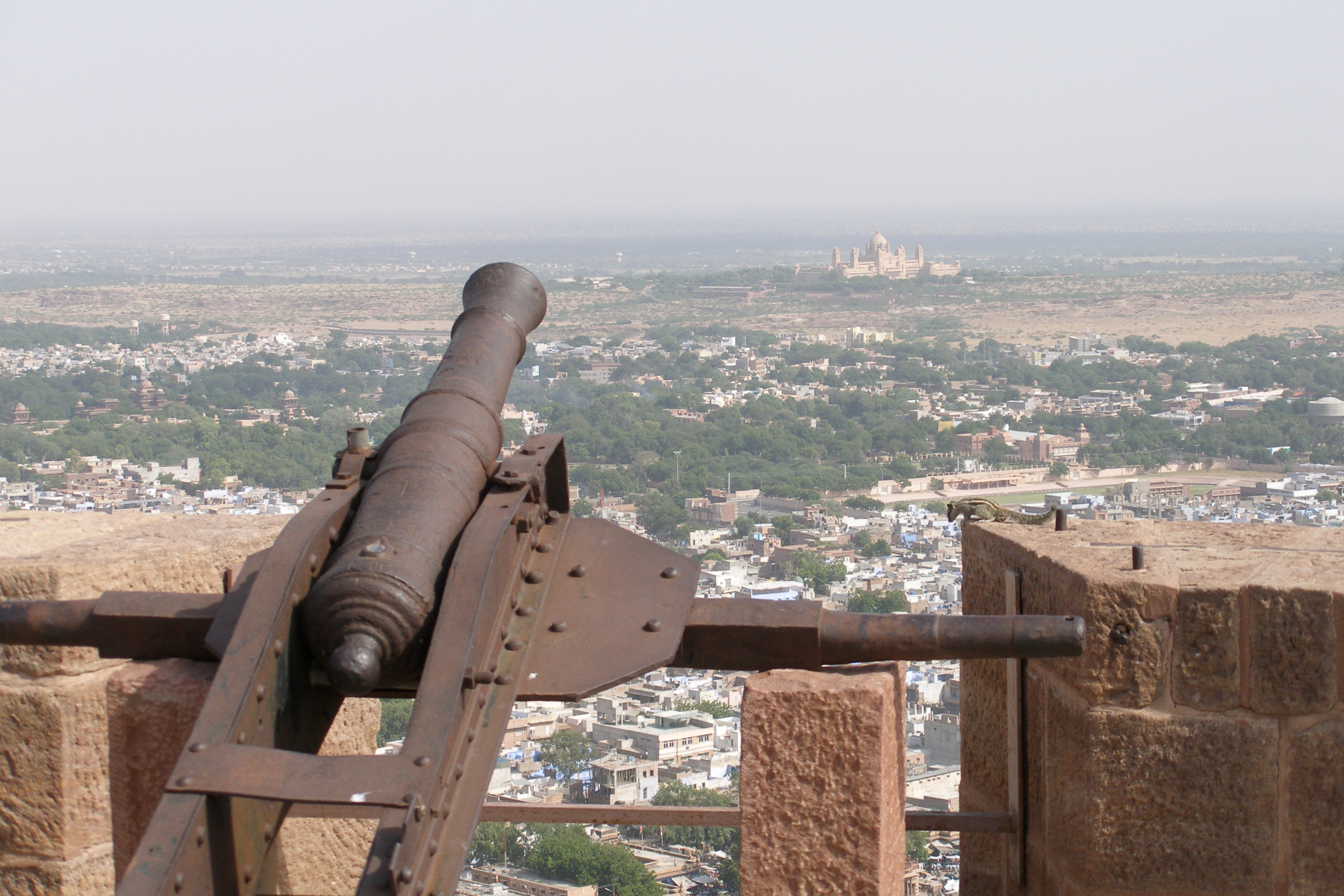
Пушки-орудия на крыше
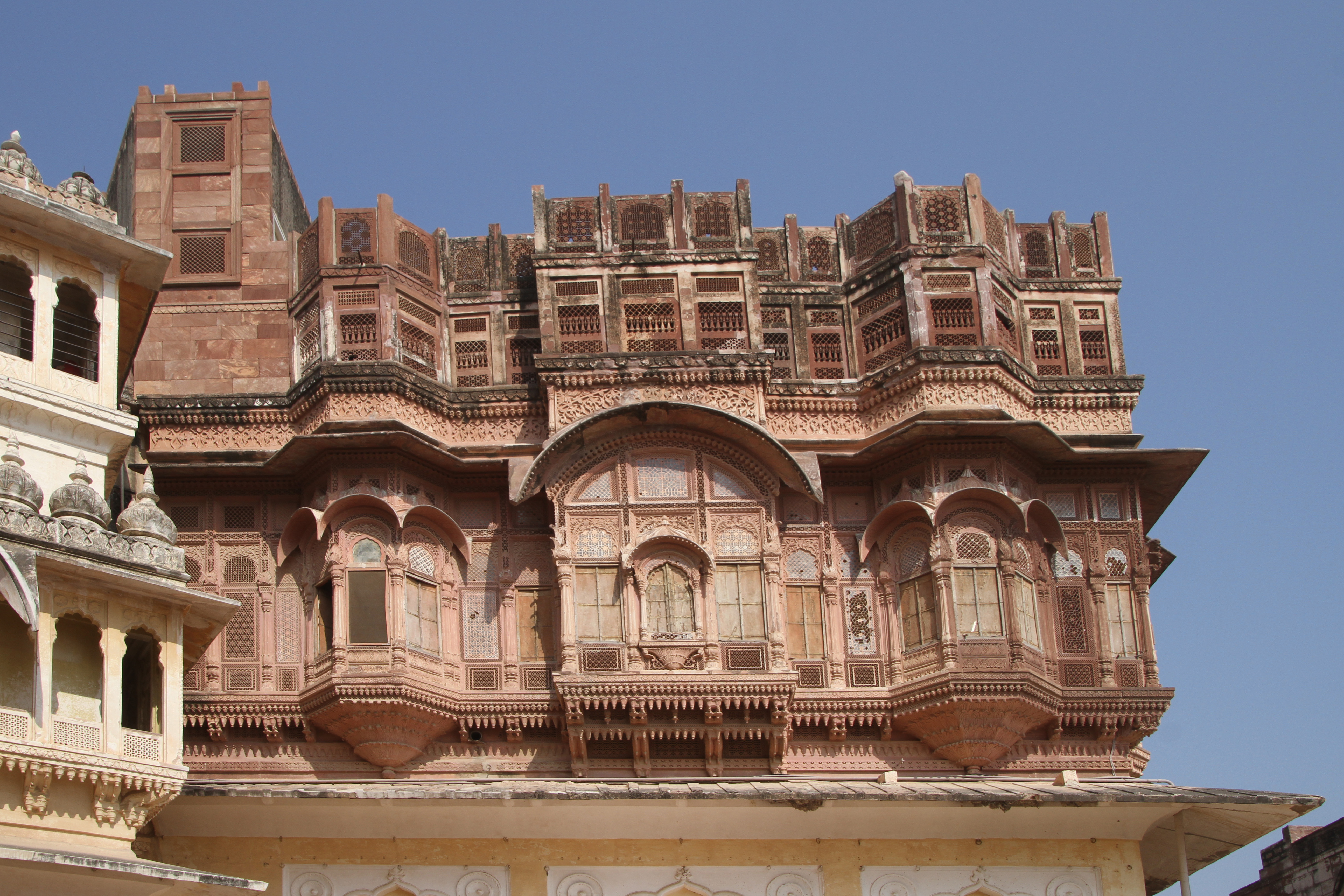
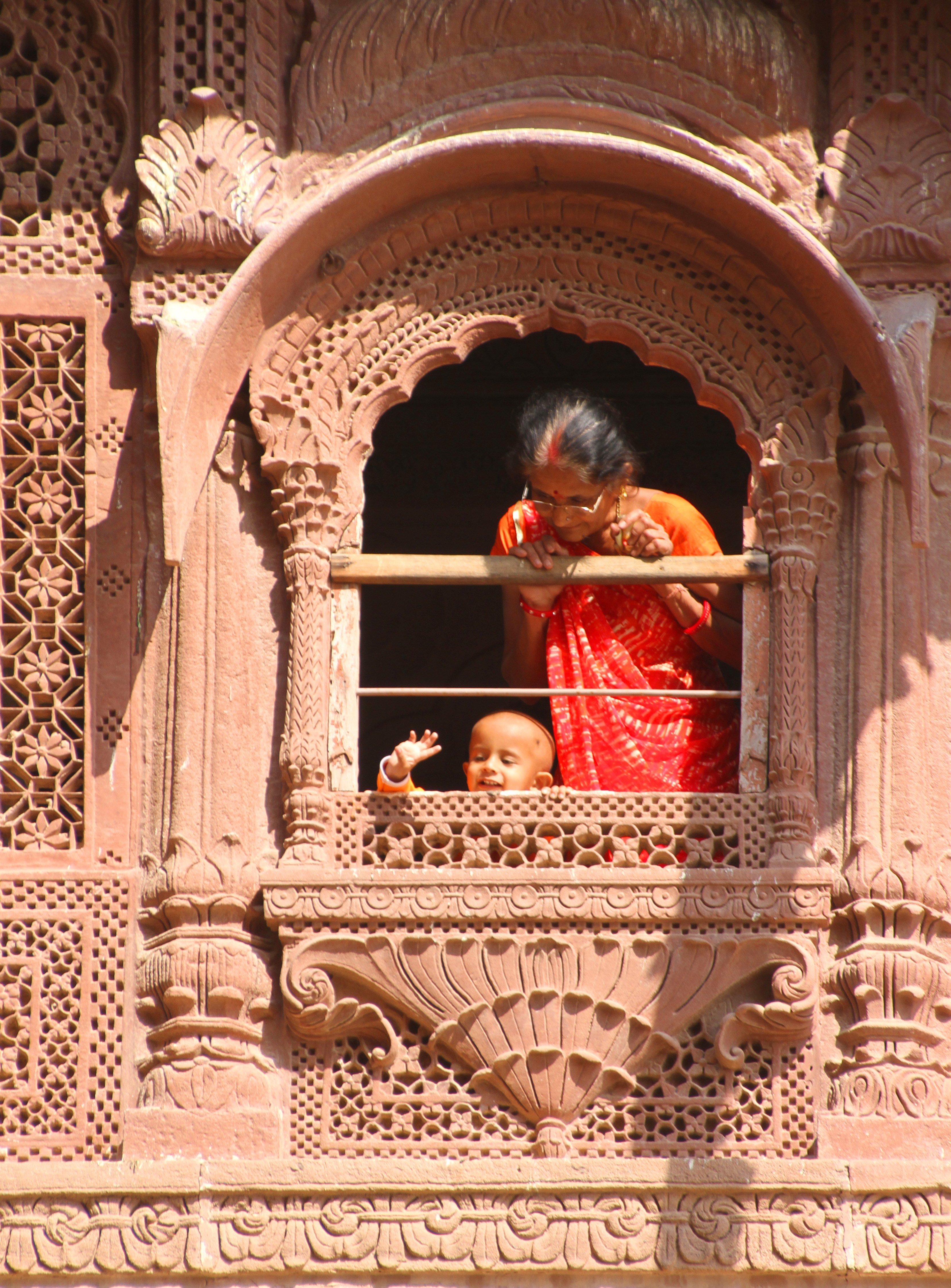
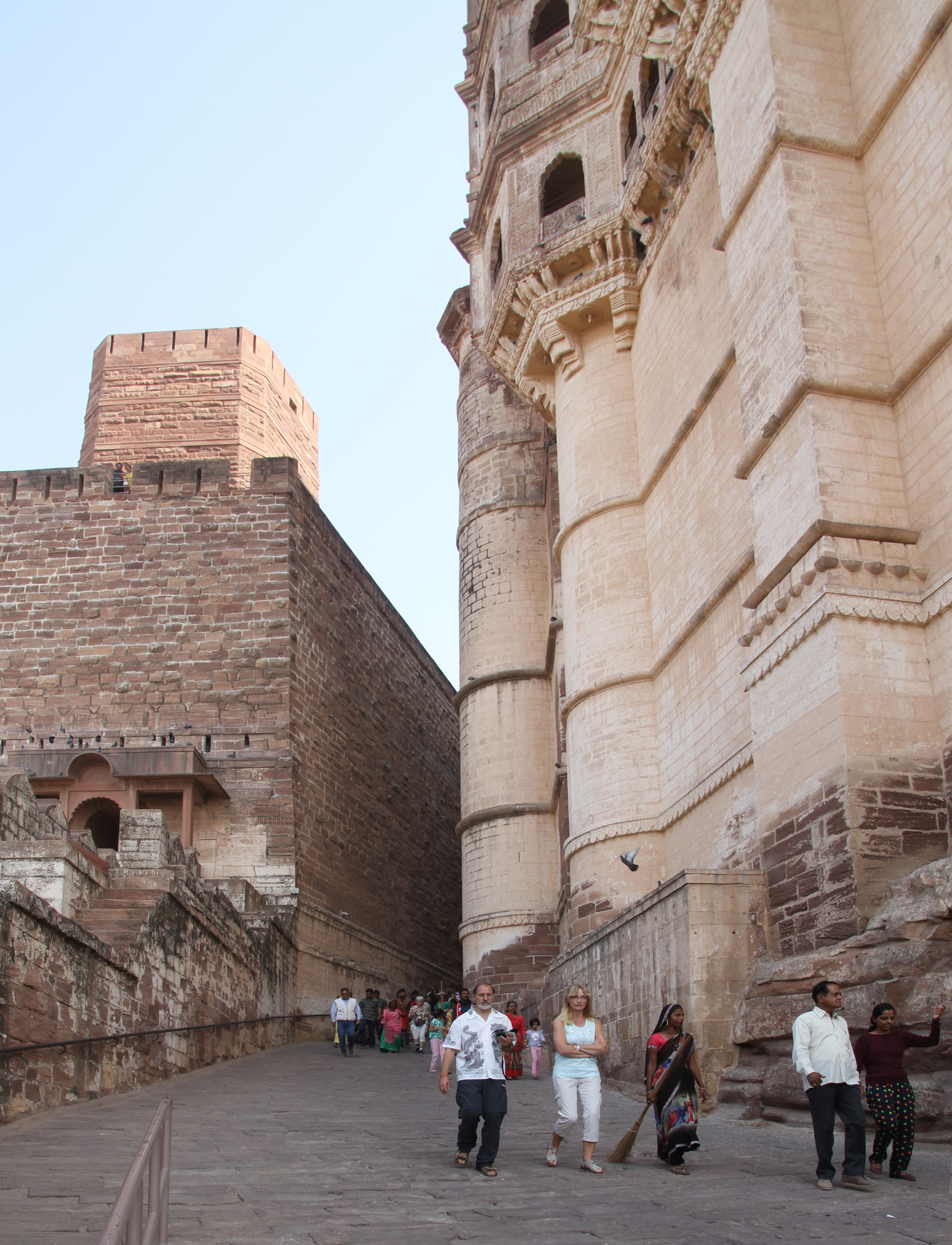
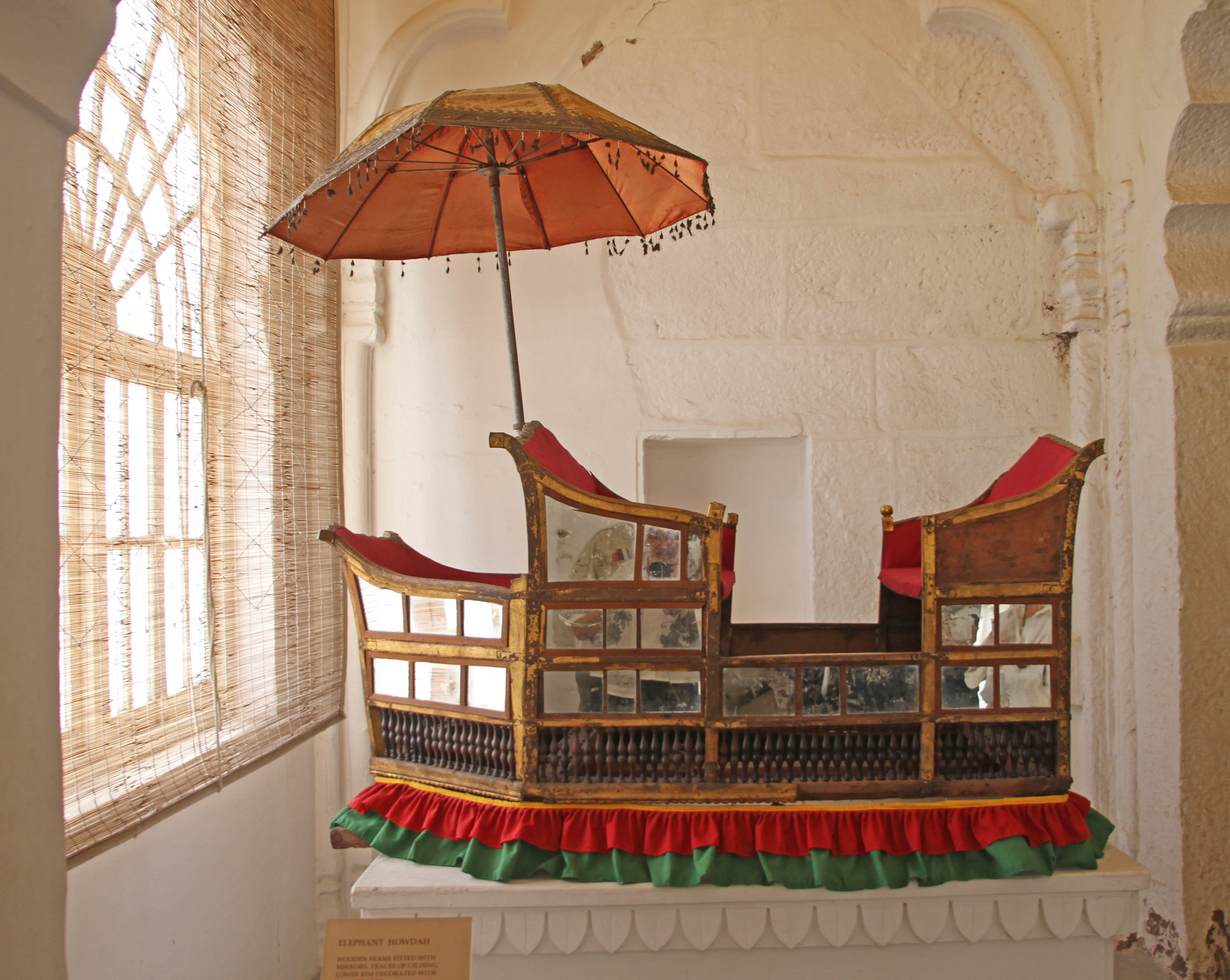
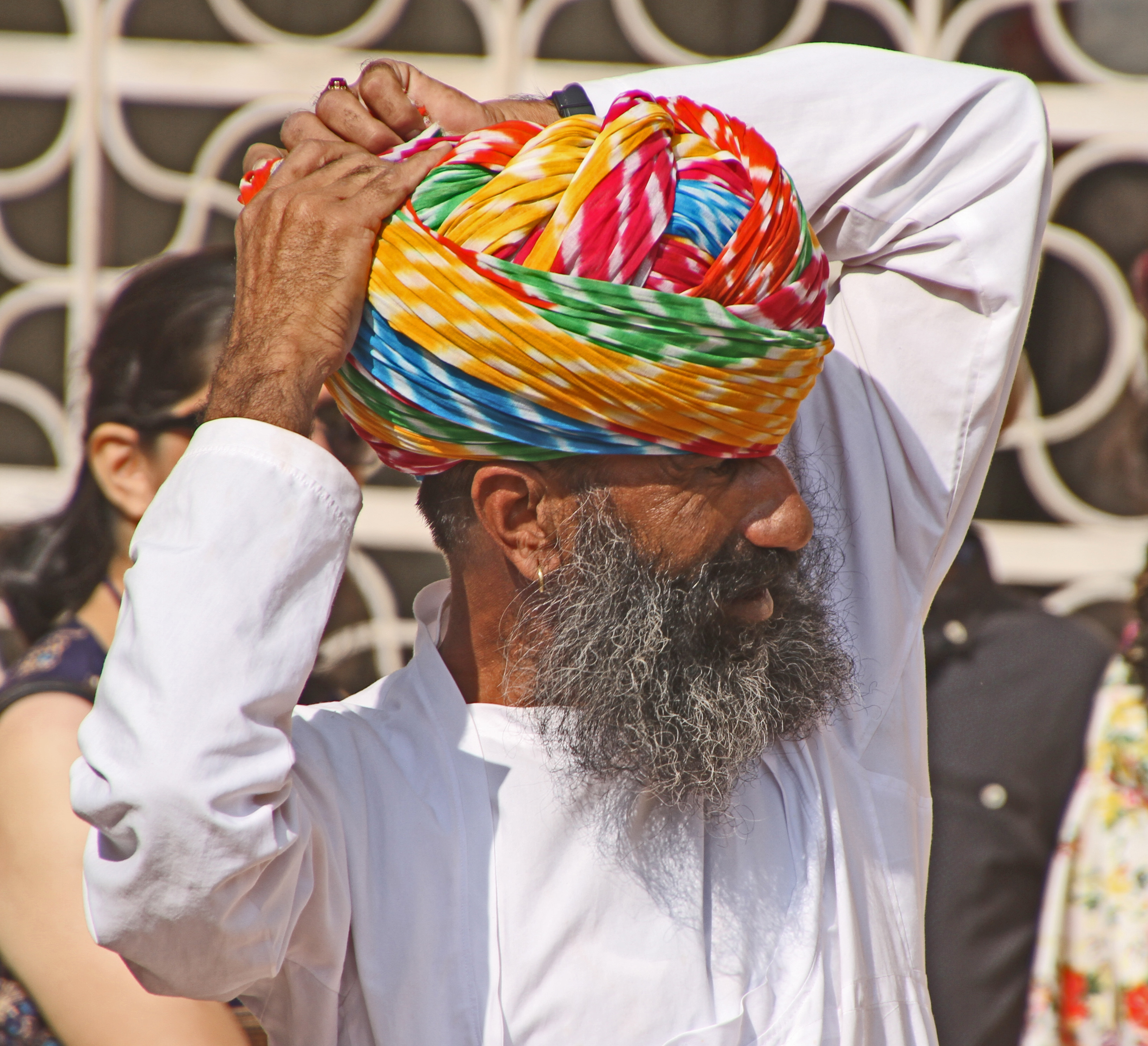
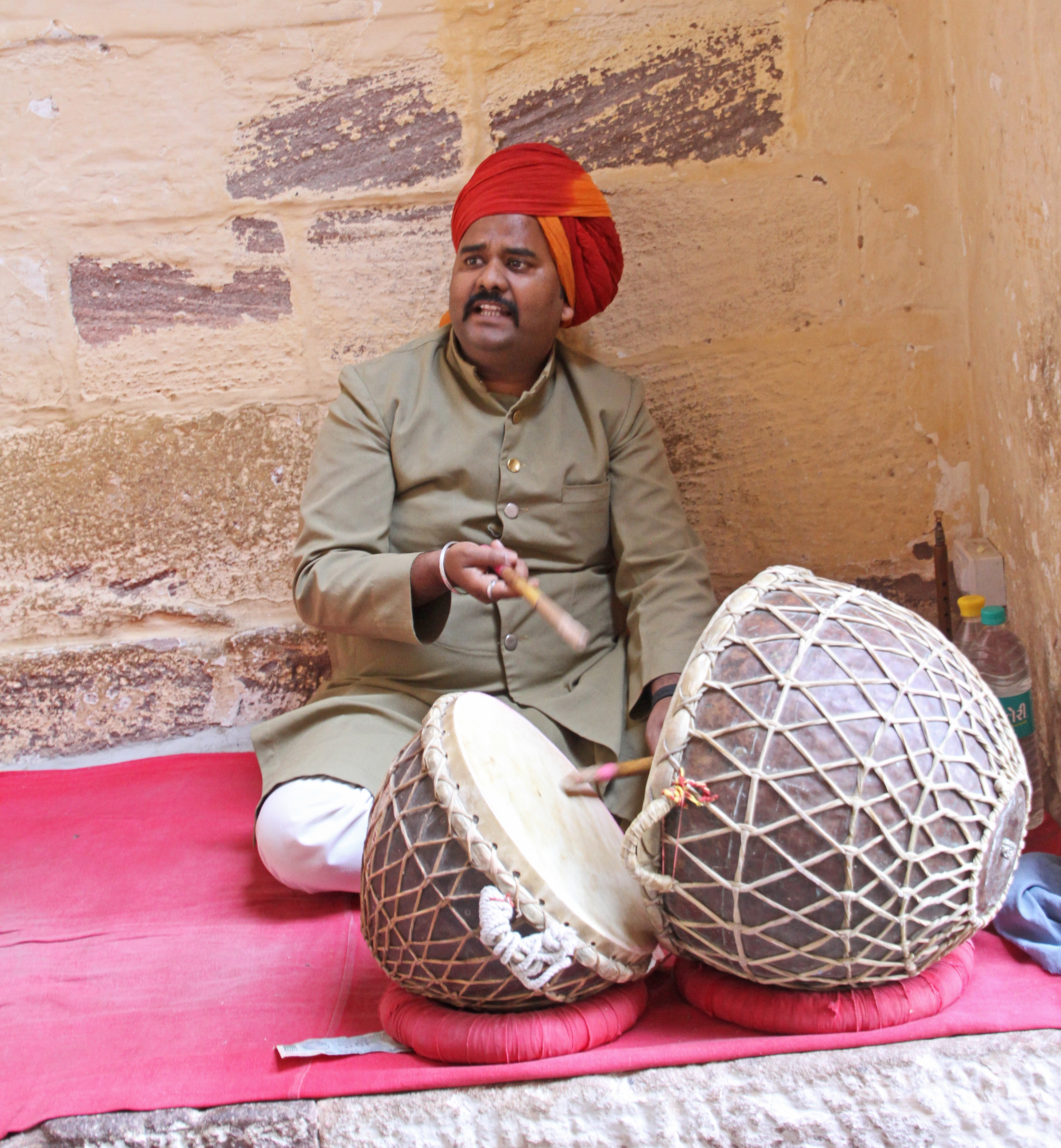